# 潘紹周 (武官)
潘紹周（？—1753年），祖籍甘肅靖遠，改籍陝西西安，清朝軍事將領。鎮綏將軍潘育龍之孫。
康熙六十年（1721年），潘紹周以雲騎尉世職授二等侍衛。後曾任漢侍衛專達、山西老營參將、廣西慶遠協副將、雲南督標中軍副將，雍正九年（1731年）升任廣西右江鎮總兵官。雍正十二年（1734年）丁祖母憂，次年復任右江鎮總兵官。乾隆三年（1738年），改任四川松潘鎮總兵官，署理都督僉事。乾隆六年（1741年），擢升為雲南提督。乾隆十一年（1746年），賜戴孔雀翎。乾隆十三年（1748年），改任直隸古北口提督。次年因病免職。乾隆十八年（1753年）去世，乾隆帝特予恩騎尉世職。